# Hypogrammodes ocellata
Hypogrammodes ocellata là một loài bướm đêm trong họ Noctuidae.